# Randie Carver
Randie Delmont Carver (* 3. Dezember 1974 in Kansas City, Missouri; † 14. September 1999 ebenda) war ein US-amerikanischer Profiboxer.

## Karriere
Randie Carver gewann als Amateur unter anderem die Silbermedaille bei den Golden Gloves 1992 im Weltergewicht und die Goldmedaille bei den Golden Gloves 1993 im Halbmittelgewicht. 1996 gab er seinen Einstand als Profi und blieb in 24 Kämpfen ungeschlagen. Gegen den ehemaligen IBF-WM-Herausforderer William Bo James gewann er im Mai 1999 den NABF-Titel im Supermittelgewicht.
Bei seiner ersten Titelverteidigung im September 1999 wurde er in einem unsauberen Kampf gegen Kabary Salem schwer am Kopf verletzt, erlitt einen Niederschlag in der zehnten Runde und kollabierte anschließend im Ring. Er starb zwei Tage später an den Folgen seiner Kopfverletzungen im North Kansas City Hospital.